# Куликово (Теньгушевский район)
Кулико́во — село в Теньгушевском районе Республики Мордовия. Является административным центром Куликовского сельского поселения, в которое также входят село Широмасово и посёлок Полярная Звезда.

## История
В письменных источниках впервые упоминается в начале XVII века, как поместье татарских князей Еникеевых.
В 1887 году на средства купца Селезнёва в селе было открыто образцовое Селезнёвское ремесленное училище со слесарным, столярным и кузнечным отделениями.
В 1930 году в селе был создан колхоз имени Молотова.
Расположено в 12 км от районного центра и 107 км от железнодорожной станции Потьма на реке Шокша. Впервые упомянуто в начале 17 в. как поместье татарских князей Еникеевых. Среди других владельцев — помещики Богдановы, Фёдоровы. В «Списке населённых мест Тамбовской губернии» (1866) Куликово (Троицкое) — село владельческое из 110 дворов (825 чел.) Темниковского уезда, с церковью и мельницей. В 1887 г. на средства купца 2-й гильдии С. П. Селезнёва было открыто образцовое Селезнёвское ремесленное училище со слесарным, столярным, кузнечным отделениями и общежитием, в 1900 г. оно было награждено бронзовой медалью всемирной Парижской выставки. Среди выпускников — профессор революционер И. Г. Королёв-Батышев, нарком лёгкой промышленности СССР В. И. Шестаков. Многие крестьяне были заняты отхожими промыслами. В 1896 г. в Куликове имелись почтовая и земская станции, 2 просодранки, 2 кузницы, хлебозапасный магазин, винная лавка, приёмный покой. В 1930 г. в селе было 332 двора (1 654 чел.); организован колхоз им. Молотова, с 1957 г. — «Россия», с 1963 г. — «Куликовский», с 1967 г. — им. Ленина, с 1992 г. — СХП «Куликовское», с 1997 г. — К(Ф)Х Н. Н. Бойновой. В современной инфраструктуре села — основная школа, библиотека, клуб, медпункт, аптека, отделение связи, магазин; памятник воинам, погибшим в годы Великой Отечественной войны. Куликово — родина инженера-металлурга Героя Труда (1932) Т. С. Бардина, дипломата В. Ф. Стукалина; в сельской школе работали заслуженный учителя МАССР А. А. Блиндяева, А. И. Блиндяев и В. С. Никитина. С местным колхозом связаны жизнь и деятельность заслуженных работников сельского хозяйства МАССР: трактористов Я. С. Милованова, Н. Я. Свищева, Д. И. Фомина, скотника А. П. Архангельского.

## Археология
Вблизи села на мысу правого берега реки Шокши обнаружен Шокшинский могильник, а также поселения бронзового века. В Шокшинском могильнике найден каролингский меч с клеймом Ulfberht.

## Население
| 2002 | 2010 |
| ---- | ---- |
| 196  | ↘115 |

Национальный состав — в основном русские.